# IPad mini 3
De iPad mini 3 die Apple Inc. op 17 oktober 2014 aankondigde was de derde generatie van de iPad mini. Deze iPad mini was de eerste in zijn serie die beschikte over een Touch ID sensor.